# Роб Яноф

Лого, створене Янофом

Роб Яноф (англ. Rob Janoff) — американський графічний дизайнер, відомий тим, що створив логотип для Apple Inc.

## Біографія
Народився у Калвер-Сіті, в передмісті Лос-Анжелесу. Навчався в Університеті штату Каліфорнія в Сан-Хосе графічному дизайну. У 1970 році почав працювати у студії, що спеціалізувалася на брендінгу для технологічних стартапів у Кремнієвій долині. У 1977 році працює в Реджис МакКенна у Пало-Альто. Невдовзі його обирають для роботи з новим клієнтом — Apple Computer, для якого він розробляє логотип. Яблуко було обрано як символ знань, що впав на голову Ньютону. Єдиним побажанням від Стіва Джобса було — «Не роби його милим» (Don't make it cute). Роб Яноф пояснював, чому яблуко стало надкушеним і інтерв'ю 2009 року. За його словами, логотип у маленькому розмірі ставав схожий на вишню і щоб підкреслити, що це саме яблуко — він додав цей елемент. Існує також легенда, що кольорові смуги на логотипу були додані в честь Алана Тюрінга, якого цькували за гомосексуальність. Проте за словами Янофа, смужки з'явилися щоб підкреслити ідею, що Apple II стане першим комп'ютером, що мав кольоровий екран.
Після цього Роб працює у топових агенціях Нью-Йорка та Чикаго, розробляє дизайн для реклам відомих брендів.
Автор книги «Taking a Bite out of the Apple», у якій описує свою роботу з Стівом Джобсом і Возняком, а також іншими клієнтами: IBM, Intel, Diners Club International, Kraft Foods, Frangelico Liqueur, Kleenex, Payless Shoes, Simon & Shuster, John Deere.